# Gond-umri
Gond-umri fou un estat tributari protegit de l'Índia, del tipus zamindari, a les Províncies Centrals, districte de Bhandara a entre 10 i 15 km al nord-est de Sangarhi, incloent 10 pobles, el principal dels quals, i residència del zamindar, és Gond-umri. La superfície era de 71 km² i la població de 2.722 habitants (1881) principalment gonds i dhers. El sobirà era un braman.